# Godshorn
Godshorn ist ein westlicher Ortsteil der Stadt Langenhagen in der niedersächsischen Region Hannover.

## Geografie
Godshorn liegt südlich des Flughafens Hannover und in dessen unmittelbarer Nähe. Östlich liegt das Stadtzentrum von Langenhagen, im Süden liegt das Hannoversche Vinnhorst und westlich Schulenburg und Engelbostel.

## Geschichte
Godshorn feierte im Jahr 2000 sein 800-jähriges Bestehen, jedoch wird vermutet, dass der Ort bereits um das Jahr 900 gegründet wurde.
Alte Bezeichnungen des Ortes sind die Nennung des Personennamens Baldewinus de Gutereshorn vor 1225, um 1360 die Ortsbezeichnung Gottershorne, 1366 Gotershorne, um 1430 Gottershorne, 1588 Gittershorn, 1594 Gottershorn, 1634 Goddershorn, 1791 Gotteshorn und 1823 Godshorn.

### Eingemeindungen
Zur Gebietsreform in Niedersachsen wurde Godshorn am 1. März 1974 in die Stadt Langenhagen eingegliedert.

### Einwohnerentwicklung
| Jahr | Einwohner | Quelle |
| ---- | --------- | ------ |
| 1885 | 0607      | [ 3 ]  |
| 1910 | 0980      | [ 4 ]  |
| 1933 | 1255      | [ 3 ]  |
| 1939 | 1900      | [ 3 ]  |
| 1950 | 2760      | [ 5 ]  |
| 1956 | 2531      | [ 5 ]  |
| 1973 | 5351      | [ 6 ]  |
| 2016 | 6392      | [ 7 ]  |
| 2020 | 6778      | [ 1 ]  |

|  |

## Politik

### Ortsrat
Der Ortsrat von Godshorn setzt sich aus einer Ratsfrau und zehn Ratsherren folgender Parteien zusammen:
- CDU: 4 Sitze
- SPD: 5 Sitze
- AfD: 1 Sitz
- Grüne: 1 Sitz

(Stand: Kommunalwahl 12. September 2021)

### Ortsbürgermeister
Der Ortsbürgermeister von Godshorn ist Tim Wook (SPD). Sein Stellvertreter ist Habibollah Eslami (Bündnis 90/Die Grünen).

### Wappen
Der Entwurf des Kommunalwappens von Godshorn stammt von dem Heraldiker und Grafiker Alfred Brecht, der sämtliche Wappen in der Region Hannover entworfen hat. Die Genehmigung des Wappens wurde am 18. Juni 1958 durch den Niedersächsischen Minister des Innern erteilt.
| Wappen von Godshorn | Blasonierung: „In Rot ein silbernes, goldbeschlagenes Jagdhorn mit Tragriemen.“ |
| Wappen von Godshorn | Wappenbegründung: Godshorn hat keine besonderen Vorgänge in seiner Geschichte zu verzeichnen. Die Geschichtsforscher haben den Ortsnamen als „Siedlung bei einer heiligen Stätte oder Opferstätte“ gedeutet. In ihrer Ansicht sind sie bestärkt worden durch einen noch 1740 bezeugten heiligen Baum, der in der Flurbezeichnung „bei dem heiligen Baum“ fortlebt. Bedeutsam aber ist es bei der Deutung Godshorns, dass das anlautende „G“ eigentlich ein lateinisches „W“ ist, dass also Godshorn so viel wie Wodes- oder Wodanshorn ist. Aus diesen Grundlagen ließ sich ein Gemeindewappen gestalten, in dem die Landesfarben wiederkehren. |

### Partnerschaften
- Le Trait, Gemeinde in Frankreich[10]

## Kultur und Sehenswürdigkeiten

### Bauwerke
- Die alte Godshorner Fachwerkkapelle von 1746[11] ersetzte eine ältere Kapelle aus dem 15. Jahrhundert. Sie steht neben der 1959 errichteten Kirche „Zum Guten Hirten“.
- Niedersachsenhaus (Vierständerhaus) von 1759[12]
- Vierständerhaus Hof Nr. 6 Gehle Hahne[13]

### Vereine
- Deutsches Rotes Kreuz[14]
- Arbeiterwohlfahrt Region Hannover e. V. – Ortsverein Godshorn[15]
- TSV Godshorn mit verschiedenen Sparten des Breitensportes[16]
- Tennis-Club Godshorn e. V.[17]
- Judo Club Godshorn[18]
- Schützenverein Godshorn[19]
- Freiwillige Feuerwehr, besonders in der Jugendvereinsarbeit und Nachwuchsqualifizierung[20]

### Regelmäßige Veranstaltungen
- Der Kulturring Godshorn organisiert ein jährliches Kabarett- und Comedyprogramm[21]

## Wirtschaft und Infrastruktur

### Wirtschaft
Zwei der sechs Gewerbegebiete Langenhagens, und zugleich die flächenhaft größten der Stadt, liegen in der Gemarkung Godshorn. Die Gewerbegebiete Frankenring, Münchner Straße und Bayernstraße liegen im Süden des Flughafens. Den Gebietscharakter prägen Zulieferer für den Flughafen, Logistikdienstleister für Luft- und Bodenfracht sowie Großhandel und Lagerflächen. Die MTU Maintenance Hannover GmbH ist ein Technologieunternehmen für die Triebwerkswartung von großen Verkehrsflugzeugen. Auch sind die deutsche expert AG mit ihrem Hauptsitz und Lager, ebenso die Lager- und Auslieferungslogistik der Bofrost GmbH & Co. KG, wie auch ein großes Nutzfahrzeugzentrum mit Werkstätten für LKW und PKW der Marke Mercedes-Benz Anlieger in dem Gewerbegebiet. Die Repha GmbH ist als Chemisch-pharmazeutische Fabrik seit 1925 im Ort ansässig und produziert biologische Arzneimittel (etwa Rephalysin zur Regeneration der Darmflora) gegen Infekte und biologische Antibiotika. Im südlichen Gewerbegebiet "Berliner Allee" sind viele kleine und mittlere Betrieb im Bereich Handel und Dienstleistung angesiedelt.
Seit der Eingemeindung 1974 trägt diese Industrie- und Gewerbestruktur maßgeblich dazu bei, dass Langenhagen zu den gewerbesteuerstärksten Kommunen Niedersachsens zählt. Godshorn trägt deshalb innerhalb Langenhagens den Spitznamen „Perle von Langenhagen“.
Die Nahversorgung ist mit zwei Supermärkten, Apotheke, Schreibwarenladen, Bäcker, Fleischer einer Poststelle, Ärzten und mehreren Restaurants als gut zu bezeichnen, allerdings insgesamt mit einem negativen Trend, da zum Beispiel die Sparkasse Hannover ihre Filiale geschlossen hat und die Volksbank auf den Bankautomaten-Service beschränkt hat.

### Bildung und soziale Einrichtungen
In Godshorn befinden sich eine Grundschule mit einem Förderschulzweig der Gutzmannschule mit Schwerpunkt Lernen, zwei Kindertagesstätten, ein Dorfgemeinschaftshaus und ein Jugendtreff.

### Sport
Im Ort wurde ein Hallenfreibad mit 25 Meterbahn (Halle) und 50 Meterbahn (Freibad) betrieben. Das Freibad war Austragungsort jährlicher Qualifikationswettkämpfe der niedersächsischen Schwimmmeisterschaften sowie Trainingsort für Kabinenpersonal von Fluglinien, das für Rettungseinsätze nach einer Notwasserung geschult wird. Hier trainierten auch Kräfte von Polizei, Bundeswehr und Feuerwehr Einsatzsituationen. Dieses Bad wurde Anfang der 70er-Jahre als "Gemeinschaftsbad Nordkreis" von den damals selbstständigen Gemeinden Vinnhorst, Godshorn, Engelbostel und Schulenburg aufgebaut. Nach der Eingemeindung 1974 war die Stadt Langenhagen der Betreiber. Zum Leidwesen der Einwohner der oben genannten Ortschaften wurde das Bad im September 2017 endgültig geschlossen.

### Verkehr
Godshorn wird von drei Buslinien des GVH bedient. Sie bieten Fahrmöglichkeiten nach Engelbostel bzw. Garbsen, sowie zum Flughafen Hannover, in die Kernstadt von Langenhagen, sowie nach Hannover über Vinnhorst nach Stöcken. Auch der Bahnhof Langenhagen-Mitte wird bedient. Eine Besonderheit stellt die Linie 253 dar. Sie verbindet ausschließlich das Gewerbegebiet am Flughafen mit der Kernstadt und dem Bahnhof Langenhagen.

## Persönlichkeiten

### Söhne und Töchter des Ortes
- Alheit Snur (um 1588–1648), ein gegen sie geführter Hexenprozess endete mit der Verurteilung zum Tod, am 8. Januar 1648 wurde sie auf der Hinrichtungsstätte des Amtes Langenhagen zwischen Langenhagen und Vahrenwald durch den hannoverschen Scharfrichter Martin Vogt erwürgt und ihre Leiche danach verbrannt.
- Jens Hardeland (* 1972[25]), Hörfunkmoderator, der zurzeit bei der NDR 2 tätig ist.
- Sanlia Melsjik (*1844-1919) lebte in Godshorn und setzte sich für das Verbot von Hexenverbrennungen ein.

### Personen, die mit dem Ort in Verbindung stehen
- Uwe Eikemeier (1943–2017), Kartonage- und Verpackungs-Unternehmer, produziert seit 1976 in Godshorn
- Wolfgang Supper (* 1953), Bildhauer, Werke von ihm befinden sich u. a. im Godshorner Kindergarten
- Niko Gießelmann (* 1991), Fußballspieler, spielte von 1995 bis 2005 für den TSV Godshorn; In seiner Profi-Laufbahn spielte er für Hannover 96, Greuther Fürth, Fortuna Düsseldorf, Union Berlin und wieder Greuther Fürth
- Fabio Di Michele Sánchez (* 2003), Fußballspieler, spielte bis 2016 in der Jugend des TSV Godshorn; In seiner Profi-Laufbahn spielte er für 1. FC Saarbrücken und Eintracht Braunschweig

## Belege
1. 1 2  
Zahlen, Daten, Fakten – Allgemeine Informationen, Statistik der Stadt Langenhagen. In: Webseite Stadt Langenhagen. 31. Januar 2020, abgerufen am 12. Februar 2020.
2. ↑  
Statistisches Bundesamt (Hrsg.): Historisches Gemeindeverzeichnis für die Bundesrepublik Deutschland. Namens-, Grenz- und Schlüsselnummernänderungen bei Gemeinden, Kreisen und Regierungsbezirken vom 27.5.1970 bis 31.12.1982. W. Kohlhammer, Stuttgart / Mainz 1983, ISBN 3-17-003263-1, S. 196 (Statistische Bibliothek des Bundes und der Länder [PDF; 41,1 MB]).
3. 1 2 3  
Michael Rademacher: Landkreis Hannover (Siehe unter: Nr. 23). Online-Material zur Dissertation, Osnabrück 2006. In: eirenicon.com.
4. ↑  
Ulrich Schubert: Gemeindeverzeichnis Deutschland 1900 – Landkreis Hannover. Angaben vom 1. Dezember 1910. In: gemeindeverzeichnis.de. 5. Januar 2020, abgerufen am 17. Februar 2020.
5. 1 2  
Statistisches Bundesamt Wiesbaden (Hrsg.): Amtliches Gemeindeverzeichnis für die Bundesrepublik Deutschland – Ausgabe 1957 (Bevölkerungs- und Gebietsstand 25. September 1956, für das Saarland 31. Dezember 1956). W. Kohlhammer, Stuttgart 1958, S. 159 (Digitalisat).
6. ↑  
Niedersächsisches Landesverwaltungsamt (Hrsg.): Gemeindeverzeichnis für Niedersachsen. Gemeinden und Gemeindefreie Gebiete. Eigenverlag, Hannover 1. Januar 1973, S. 23, Landkreis Hannover (Digitalisat [PDF; 21,3 MB; abgerufen am 17. Februar 2020]).
7. ↑  
Zahlen, Daten, Fakten – Allgemeine Informationen, Statistik der Stadt Langenhagen. In: Webseite Stadt Langenhagen. 31. Januar 2020, archiviert vom Original am 22. August 2017; abgerufen am 17. Februar 2020.
8. 1 2  
Tim Julian Wook ist neuer Ortsbürgermeister von Godshorn. In: HAZ. Abgerufen am 5. März 2022.
9. 1 2  Landkreis Hannover (Hrsg.): Wappenbuch Landkreis Hannover. Selbstverlag, Hannover 1985, S. 226–227.
10. ↑  
Eintrag über die Partnerstädte. In: Webseite Stadt Langenhagen. Abgerufen am 23. April 2019.
11. ↑  
Godshorn – Alte Kapelle. In: Webseite Stadt Langenhagen. 2013, abgerufen am 19. Februar 2018.
12. ↑  
Godshorn – Das Niedersachsenhaus. In: Webseite Stadt Langenhagen. 2012, abgerufen am 19. Februar 2018.
13. ↑  
Hof Nr. 6 Gehle Hahne. In: Webseite Stadt Langenhagen. 2014, abgerufen am 19. Februar 2018.
14. ↑  
DRK Ortsverein Godshorn. In: Webseite DRK Godshorn. Archiviert vom Original (nicht mehr online verfügbar) am 19. Februar 2018; abgerufen am 19. Februar 2018.
15. ↑  
Arbeiterwohlfahrt – Ortsverein Godshorn. In: Webseite AWO Godshorn. Archiviert vom Original (nicht mehr online verfügbar) am 19. Februar 2018; abgerufen am 19. Februar 2018.
16. ↑  
Turn- und Sportverein Godshorn von 1926 e. V. In: Webseite TSV Godshorn. Abgerufen am 19. Februar 2018.
17. ↑  
Tennis-Club Godshorn e. V. In: Webseite TC Godshorn. Abgerufen am 19. Februar 2018.
18. ↑  
Judo Club Godshorn. In: Webseite JC Godshorn. Abgerufen am 19. Februar 2018.
19. ↑  Schützenverein Godshorn von 1907 e. V. In: webseite Schützenverein Godshorn. Archiviert vom Original (nicht mehr online verfügbar) am 20. Februar 2018; abgerufen am 19. Februar 2018.  Info: Der Archivlink wurde automatisch eingesetzt und noch nicht geprüft. Bitte prüfe Original- und Archivlink gemäß Anleitung und entferne dann diesen Hinweis.
20. ↑  Sven Warnecke: Die Feuerwehr feiert 125-jähriges Bestehen. In: Webseite Hannoversche Allgemeine Zeitung. 3. August 2017, archiviert vom Original (nicht mehr online verfügbar) am 20. Februar 2018; abgerufen am 19. Februar 2018.  Info: Der Archivlink wurde automatisch eingesetzt und noch nicht geprüft. Bitte prüfe Original- und Archivlink gemäß Anleitung und entferne dann diesen Hinweis.
21. ↑  
Kulturring Godshorn. In: Webseite Kulturring Godshorn. Abgerufen am 19. Februar 2018.
22. 1 2  In der „Perle“ schwindet die Infrastruktur. In: Webseite Hannoversche Allgemeine Zeitung. 26. April 2017, archiviert vom Original (nicht mehr online verfügbar) am 15. November 2017; abgerufen am 19. Februar 2018.  Info: Der Archivlink wurde automatisch eingesetzt und noch nicht geprüft. Bitte prüfe Original- und Archivlink gemäß Anleitung und entferne dann diesen Hinweis.
23. ↑  So hat Langenhagen sein Freibad verabschiedet. In: Webseite Hannoversche Allgemeine Zeitung. 31. August 2017, archiviert vom Original (nicht mehr online verfügbar) am 7. Dezember 2017; abgerufen am 19. Februar 2018.  Info: Der Archivlink wurde automatisch eingesetzt und noch nicht geprüft. Bitte prüfe Original- und Archivlink gemäß Anleitung und entferne dann diesen Hinweis.
24. ↑  Antje Bismark: Region baut Buslinie 253 aus. In: Webseite Hannoversche Allgemeine Zeitung. 28. Januar 2014, archiviert vom Original (nicht mehr online verfügbar) am 20. Februar 2018; abgerufen am 19. Februar 2018.  Info: Der Archivlink wurde automatisch eingesetzt und noch nicht geprüft. Bitte prüfe Original- und Archivlink gemäß Anleitung und entferne dann diesen Hinweis.
25. ↑  NDR: Jens Hardeland. Abgerufen am 18. Oktober 2022.